# Pólo na letních olympijských hrách
Zápasy v pólu na letních olympijských hrách byly součástí olympijského programu mezi lety 1900 a 1936.
Pólo bylo na letních olympijských hrách poprvé představeno v roce 1900, kdy se vítězem stal mezinárodní americko-britský tým. Na programu LOH bylo pólo také v letech 1908, 1920, 1924 a naposledy 1936, tedy celkem pětkrát.

## Medailové pořadí zemí
| Pořadí | Země                         | Zlato | Stříbro | Bronz | Celkem |
| ------ | ---------------------------- | ----- | ------- | ----- | ------ |
| 1.     | Velká Británie (GBR)         | 2     | 3       | 1     | 6      |
| 2.     | Argentina (ARG)              | 2     | 0       | 0     | 2      |
| 3.     | Smíšené družstvo (ZZX)       | 1     | 1       | 1     | 3      |
| 4.     | Spojené státy americké (USA) | 0     | 1       | 1     | 3      |
| 5.     | Španělsko (ESP)              | 0     | 1       | 0     | 1      |
| 6.     | Mexiko (MEX)                 | 0     | 0       | 2     | 2      |
| Celkem | Celkem                       | 5     | 6       | 5     | 16     |